# Kaserne Haus Hardt
Die Kaserne Haus Hardt ist eine Kaserne der Bundeswehr am südöstlichen Ortsrand von Nörvenich im Kreis Düren, Nordrhein-Westfalen.

## Vorgeschichte
In der Hardt wohnte der Dürener Industrielle Leopold Peill (1872–1941), Inhaber der Glashütte Peill & Sohn, der das Gelände um die Jahrhundertwende 19./20. Jahrhundert gekauft hatte. Nach Abbruch der Villa in der Hardt begann man 1943 mit dem Bau eines Reichskrankenhauses unter Beteiligung von über 500 Arbeitern.
Im Oktober 1944 sollte das neue Krankenhaus seiner Bestimmung übergeben werden. 
Am 28. September 1944 erfolgte ein Fliegerangriff auf das Krankenhaus morgens gegen 11 Uhr. Während die Sirene ertönte und man die etwa 100 zum Schanzeinsatz abkommandierten Dürener Hitlerjungen in Sicherheit zu bringen suchte, explodierten schon die ersten Bomben. Dem Angriff von sechs alliierten Jagdbombern mit Bordwaffen und Bomben fielen 40 Jugendliche zum Opfer, was der Dürener Gestapospitzel der Kölner Dienststelle wie folgt übermittelte: „Am 28. September 1944 sind bei einem Fliegerangriff auf das Barackenlager in Nörvenich mehrere Hitlerjungen, die zum Schanzen zusammengezogen worden waren, gefallen (...) Die Erregung in der Bevölkerung ist groß, weil man gerade diese Jungen mit Hilfe der Polizei[!] geholt habe (...).“ Die Jungen wurden auf den jeweiligen Heimat-Friedhöfen im Kreisgebiet beigesetzt.
Es wurde behauptet, die Jungen hatten irrtümlich angenommen, es handele sich um deutsche Flugzeuge, wären auf die Dächer geklettert und hätten den Fliegern zugewinkt. Dies ist nach Aussage der Augenzeugen falsch.

## Geschichte
Die heutige Kaserne wurde 1959 auf den Resten des ehemaligen Reichskrankenhauses neu errichtet. Sie wurde vom Luftwaffen-Flak-Bataillon 46 bezogen. Die Flugkörpergruppe 21 des FKG 2 (Flugkörpergeschwader 2) war im Jahre 1965 dort kurzzeitig komplett untergebracht. Nach deren Wegzug verblieb allerdings eine Luftwaffensanitätsstaffel vom Typ A des FKG 2, welche  die medizinische Betreuung der dort stationierten zwei Fernmeldekompanien übernahm. 
Die nächsten Einheiten waren das 6./Fernmelderegiment 11 und das 7./Fernmelderegiment 11. Seit dem 20. August 1984 bildet die Bundeswehr in Nörvenich aus, aktuell zum Elektroniker für Geräte und Systeme. Jedes Jahr stehen bis heute zwölf Plätze zur Verfügung.
Vom 4. Juni 1974 bis 19. September 1975 bestand im Kasernengelände der Barbara-Kindergarten der katholischen Militärseelsorge. Von April 1978 bis Mitte der 1980er Jahre bewohnten etwa 400 Polizisten der GSA A/E West, früher Bundesgrenzschutz, heute Bundespolizei, die Kaserne bis zur Fertigstellung einer Unterkunft in Sankt Augustin. Der Kommandeur Ulrich Wegener besuchte mehrmals Nörvenich.
Da auf dem Fliegerhorst Nörvenich atomare Sprengköpfe für die Pershing-Raketen gelagert waren, kamen auch amerikanische Soldaten in den Ort. Für die Kinder wurden von 1983 bis 1985 die Billy Mitchel Elementary School in Haus Hardt aufgebaut.
Das Standorthallenbad, die Sporthalle und die Außensportanlagen wurden lange Zeit von der Gemeinde Nörvenich bzw. den Nörvenicher Schülern mitbenutzt.
Seit am 26. Oktober 2011 bekannt wurde, dass der Standort Nörvenich erhalten bleibt, flossen 3,6 Millionen Euro in die Sanierung der Arbeits- und Unterkunftsbereiche der Kaserne Haus Hardt, wo etwa 480 Soldaten untergebracht sind.
Im Westen und Osten des Geländes stehen je ein Funkmast. Darüber wird Funkverkehr geführt, der dann über Kabel zum Fliegerhorst geleitet wird. Das hat mit den geologischen Gegebenheiten zu tun, denn Haus Hardt liegt höher als der Fliegerhorst.